# حبیبه شعبونی
حبیبه شعبونی ژن‌شناس، استاد ژنتیک پزشکی در دانشگاه تونس است. او در وراثت، بیماری‌های ژنتیکی، ژنتیک پزشکی و بیماری مادرزادی تخصص دارد و در سال ۲۰۰۷ برنده جایزه علمی ویژه قاره آفریقا برای زنان یونسکو شد.